# Postcards from Paradise
Postcards from Paradise è il diciottesimo album in studio del musicista britannico Ringo Starr, pubblicato il 31 marzo 2015.

## Il disco
L'album è stato prodotto completamente dallo stesso Starr e progettato dal collaboratore di lunga data Bruce Sugar. Sono stati presi in considerazione diversi titoli di album, tra cui "Let Love Lead". Starr ha lavorato con molti dei suoi abituali colleghi di scrittura e registrazione, tra cui Van Dyke Parks, Dave Stewart e Gary Burr . La canzone "Island in the Sun" è degna di nota come la prima registrazione in studio che è stata co-scritta e registrata da ogni membro dell'attuale All-Starr Band. 

## Promozione e recensioni
Starr ha rivelato per la prima volta il titolo dell'album tramite un post su Twitter nel gennaio 2015. Tre tracce, "Postcards from Paradise", "Right Side of the Road" e "Not Looking Back", sono diventate disponibili per l'acquisto all'inizio di marzo 2015.  L'album è stato pubblicato poche settimane prima del secondo ingresso di Starr nella Rock and Roll Hall of Fame.

| Recensione    | Giudizio |
| ------------- | -------- |
| Rolling Stone |          |
| AllMusic      |          |
| Q             |          |
| Metacritic    | 61/100   |
| PopMatters    |          |

## Tracce
1. Rory and the Hurricanes (Richard Starkey, Dave Stewart) – 4:09
2. You Bring the Party Down (Starkey, Steve Lukather) – 3:41
3. Bridges – 5:01
4. Postcards from Paradise (Starkey, Todd Rundgren) – 5:18
5. Right Side of the Road (Starkey, Richard Marx) – 3:12
6. Not Looking Back (Starkey, Marx) – 3:50
7. Bamboula (Starkey, Van Dyke Parks) – 3:20
8. Island in the Sun (Starkey, Rundgren, Richard Page, Lukather, Gregg Rolie, Warren Ham, Gregg Bissonette) – 4:02
9. Touch and Go (Starkey, Gary Burr) – 3:36
10. Confirmation (Starkey, Glen Ballard) – 3:37
11. Let Love Lead (Starkey, Gary Nicholson) – 4:11